# Painter's Folly
Painter's Folly es una casa histórica de estilo italiano ubicada en Chadds Ford, Pensilvania. Comprada por el municipio en 2018 con la intención de preservarla y convertirla en un museo, la casa fue incluida en el Registro Nacional de Lugares Históricos en 2024.

## Descripción e historia
Painter's Folly fue construido por un rico granjero local llamado Samuel Painter en 1856, poco después de regresar de sus viajes por Europa. El ornamentado diseño italiano de la casa inspiró a los vecinos a llamarla "la locura del pintor". La casa de tres pisos se extiende sobre 58.000 pies cuadrados y se encuentra en una propiedad de cuatro acres junto al campo de batalla de Brandywine.
El sobrino del pintor, Howard Pyle, alquiló la casa como residencia de verano, donde durante años organizó reuniones de artistas de la Escuela Brandywine y fue mentor de artistas, incluido NC Wyeth. El hijo de Wyeth, Andrew Wyeth, posteriormente representó la casa en varias de sus pinturas, entre ellas Painter's Folly (1989) y Widow's Walk (1990).